# Harmony (Indiana)
Harmony és una població dels Estats Units a l'estat d'Indiana. Segons el cens del 2000 tenia 589 habitants.

## Demografia
Segons el cens del 2000, Harmony tenia 589 habitants, 241 habitatges, i 160 famílies. La densitat de població era de 303,2 habitants/km².
Dels 241 habitatges en un 34,4% hi vivien nens de menys de 18 anys, en un 52,3% hi vivien parelles casades, en un 11,2% dones solteres, i en un 33,6% no eren unitats familiars. En el 27,8% dels habitatges hi vivien persones soles el 10,8% de les quals corresponia a persones de 65 anys o més que vivien soles. El nombre mitjà de persones vivint en cada habitatge era de 2,44 i el nombre mitjà de persones que vivien en cada família era de 2,99.
Per edats la població es repartia de la següent manera: un 28,2% tenia menys de 18 anys, un 8,3% entre 18 i 24, un 27,8% entre 25 i 44, un 22,1% de 45 a 60 i un 13,6% 65 anys o més.
L'edat mediana era de 35 anys. Per cada 100 dones de 18 o més anys hi havia 83,1 homes.
La renda mediana per habitatge era de 33.438$ i la renda mediana per família de 41.750$. Els homes tenien una renda mediana de 31.406$ mentre que les dones 21.333$. La renda per capita de la població era de 16.276$. Entorn del 7,2% de les famílies i el 8,2% de la població estaven per davall del llindar de pobresa.

## Poblacions més properes
El següent diagrama mostra les poblacions més properes.